# 執行弘道
執行 弘道（しゅぎょう ひろみち、Hiromichi Shugio、嘉永6年2月18日（1853年3月27日） - 1927年（昭和2年）7月2日）は戦前の日本美術関係者。佐賀藩出身。大学南校に貢進生として入学後、アメリカ合衆国に留学した。外務省、三井物産に勤務後、起立工商会社ニューヨーク支店長として渡米し、万国博覧会等多くの博覧会に関わった。アメリカではタイル・クラブ、グロリア・クラブ等を通じてフランク・ロイド・ライト等多くの芸術家、収集家と交流し、日本美術の普及に貢献した。

## 経歴

### 生い立ち
嘉永6年（1853年）2月18日肥前国佐賀に執行改蔵の長男として生まれた。初名は謙九郎。執行家は数代に渡り佐賀藩に仕えた家柄で、遠祖に執行種兼がいる。
藩校弘道館に学び、明治2年（1869年）東京に留学し、同郷の大蔵大輔大隈重信の門下に入った。明治3年（1870年）大学南校に佐賀藩貢進生として入学した。

### アメリカ留学

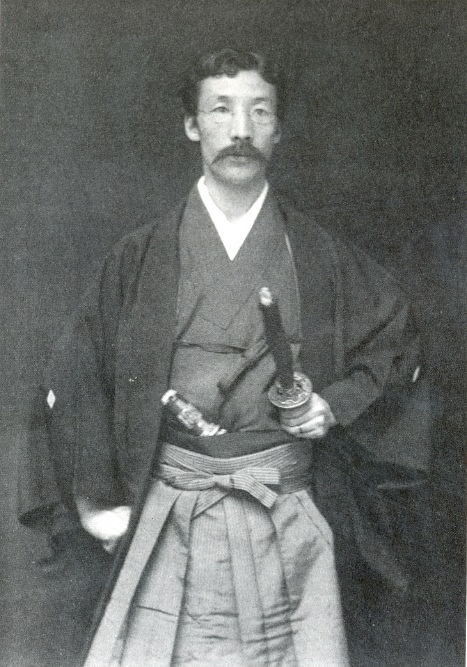
帯刀した姿の執行弘道

明治4年（1871年）大隈重信の斡旋でアメリカ合衆国に留学した 。同行者は袋久平、倉永猪一郎、古川研二郎、木下周一、円城寺権市、鶴田雄、辻小伝太、横尾平太、志波虎二郎。コネチカット州ミドルタウンセントラル・スクールに入学し、多久乾一郎と校長H・E・ソーヤー宅から通い、1873年（明治6年）6月卒業した。その後1年間ニューヨーク大学に通ったとされるが、オックスフォード大学卒とする資料もあり、詳細不明。
1874年（明治7年）6月帰国して外務省本局翻訳課に勤務し、1875年（明治8年）4月厦門領事館書記生として清に渡った。1877年（明治10年）12月三井物産に入社し、1878年（明治11年）8月香港支店となった。

### 再渡米

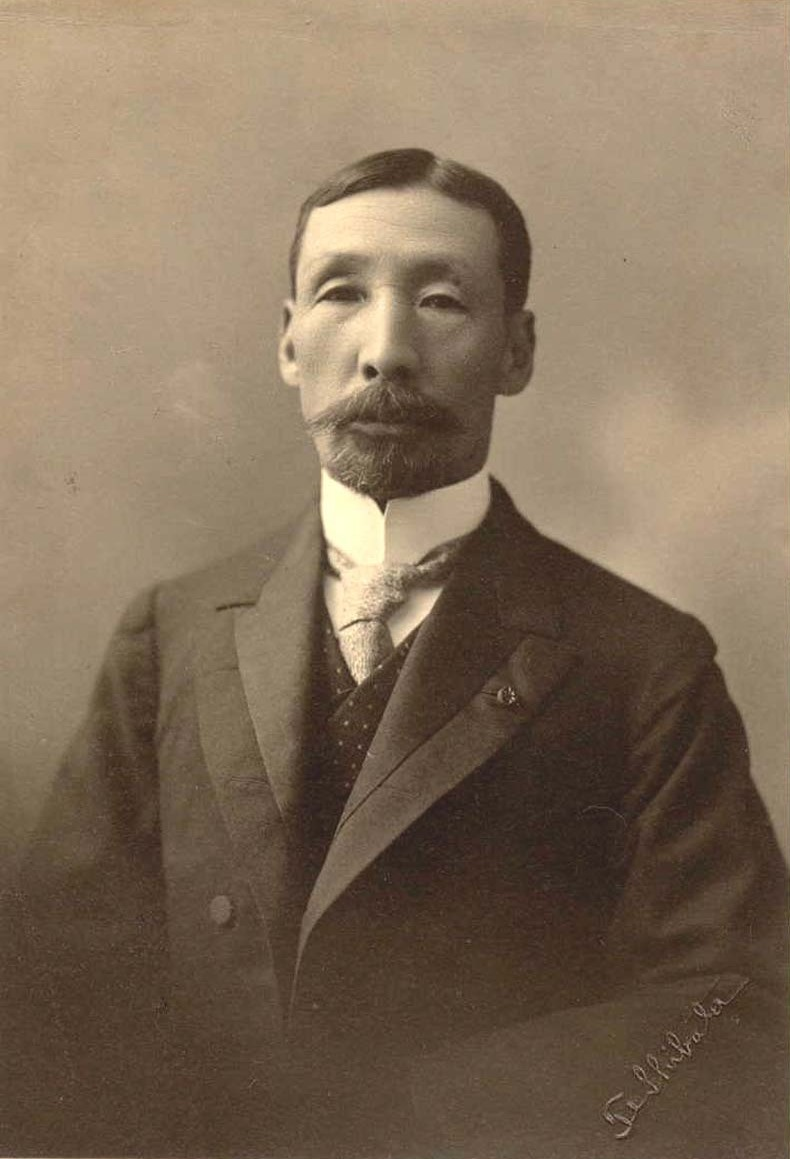
執行弘道

1880年（明治13年）5月起立工商会社に招かれ、ニューヨーク支店長として再び渡米し、1883年（明治16年）9月ボストン産業博覧会で起立工商会社及び日本出展各社総代を務めた。1890年（明治23年）6月帰国し、第3回内国勧業博覧会審査官を務め、12月ニューヨークに戻り、資金難だった起立工商会社解散の事務を行った。
1893年（明治26年）7月シカゴ万国博覧会でアーネスト・フェノロサ、エドワード・S・モース、ジョン・ラファージと日本美術部門審査委員を務めた。1897年（明治30年）2月高柳陶造、土屋元作とニューヨーク5番街に美術品店三笑堂を開業した。

### 帰国後
1897年（明治30年）7月農商務省の嘱託によりパリ万国博覧会参加事務のため帰国し、1898年（明治31年）頃麻布区飯倉町一丁目5番地（港区麻布台一丁目）に屋敷を構えた。
その後、1900年（明治33年）パリ万国博覧会、1904年（明治37年）セントルイス万国博覧会、1910年（明治43年）ロンドン日英博覧会、1915年（大正4年）サンフランシスコ万国博覧会で事務官、鑑査官、審査官、日本出品協会顧問等を務め、その都度現地に赴任した。
1905年（明治38年）三井呉服店の依頼で専務取締役日比翁助の欧米視察に同行し、フランス、ドイツ、オランダ、ロシア、イギリス、スペイン、イタリア、アメリカ合衆国を回った。
1921年（大正10年）邸内にフランク・ロイド・ライト設計の洋館を建て、『大東京繁昌記』中島崎藤村「飯倉附近」で「周囲とよく調和した」「床しい意匠」と賞賛されているが、東京大空襲で焼失した。
1927年（昭和2年）7月2日死去し、麻布区賢崇寺に葬られた。1928年（昭和3年）4月尚美社により上野公園梅川亭で遺蔵品の売立が行われた。

## 子孫
甥執行一平も三井物産に勤務し、晩年執行弘道の年譜を作成し、2016年（平成28年）1月26日死去した。
孫執行草舟はバイオテック代表取締役社長。日本人の絵画を収集し、戸嶋靖昌記念館館長を務める。なお、戦後苗字の読みが「しぎょう」に転訛している。

## 社交

### アメリカ

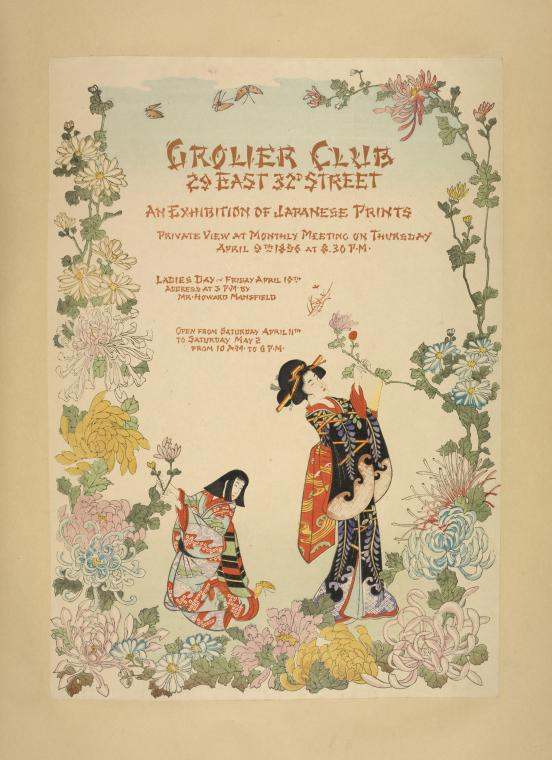
1896年グロリア・クラブで主催した浮世絵展のポスター

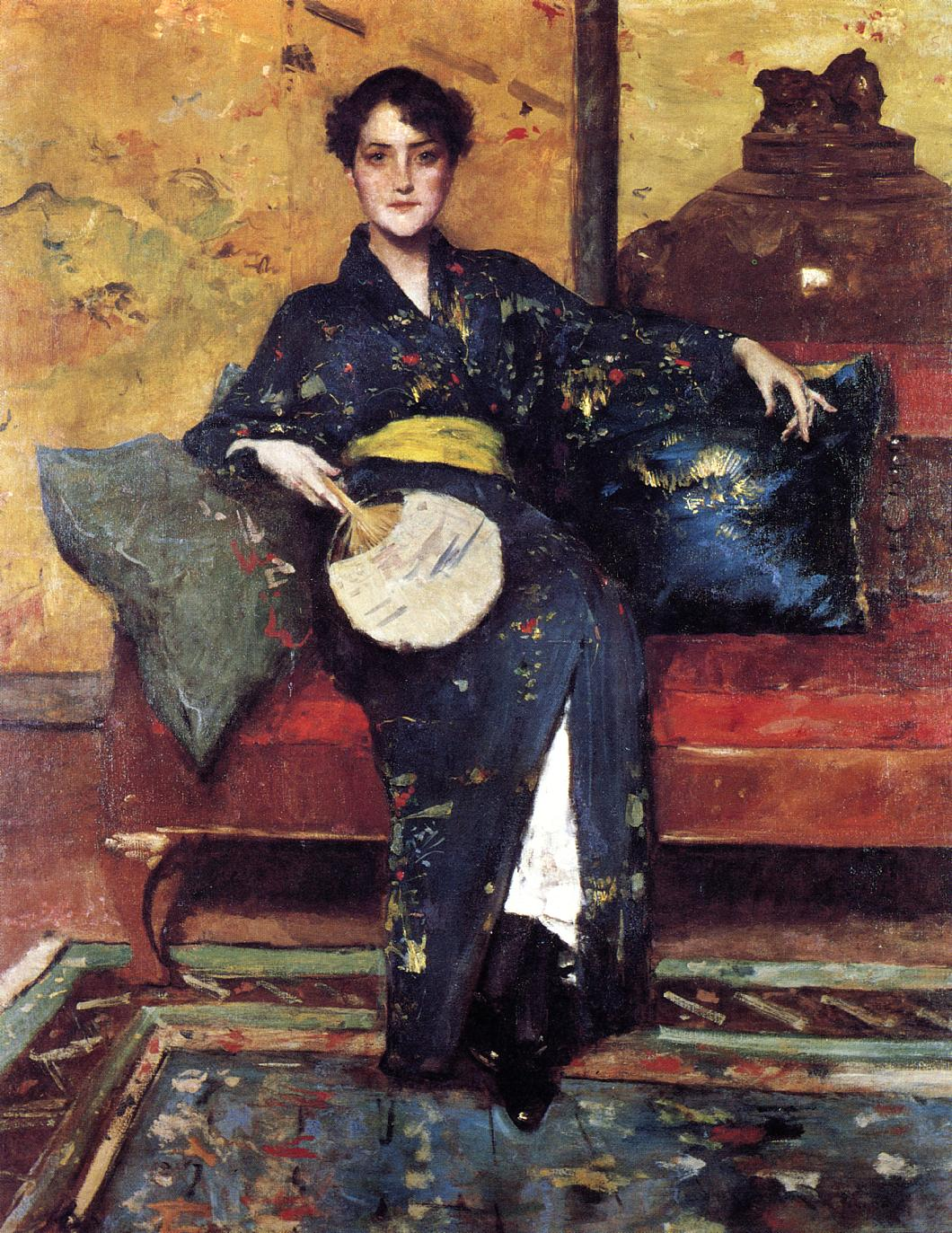
チェイスは和装女性の絵を何点も描いており、執行弘道の影響が考えられる。

1880年（明治13年）入会したタイル・クラブでは画家ウィンスロー・ホーマー、ウィリアム・メリット・チェイス、J・オールデン・ウィア等と交流して影響を与え、収集品の漆器に因みvarnish（ニス）と呼ばれた。
1884年（明治17年）グロリア・クラブ設立時に東洋部委員として入会し、浮世絵収集家ジョン・ラファージ、チャールズ・ラング・フリーア、ルイス・カムフォート・ティファニー、ヘンリー・オズボーン・ハヴマイヤー等と交流した。1894年（明治27年）10月蔵書票展に出品した関係で、ロンドン英国蔵書票協会にも入会した。
1890年（明治23年）4月ジョン・ラファージ、エドモンド・クラレンス・ステッドマンの推薦で センチュリー・アソシエーションに入会した。1890年（明治23年）6月の帰国時には画家ロバート・フレデリック・ブルームを伴って帰国し、同年来日したジャーナリストヘンリー・セオフィラス・フィンクの面倒も見ている。
1895年（明治28年）1月カクストン・クラブ設立時に会員となり、会長フレデリック・ウィリアム・グーキンを通じてフランク・ロイド・ライトと親交を深めた。ライト来日の度に滞在の世話をし、1913年（大正2年）にはウィリアム・スチュワート・スポールディング、ジョン・テイラー・スポールディング兄弟による浮世絵の大量購入に協力し、現在ボストン美術館スポールディング・コレクションとなっている。

### 日本
- 大日本窯業協会 - 1897年（明治30年）12月入会、1902年（明治35年）5月評議員[1]。
- 美術談会 - 1898年（明治31年）1月河瀬秀治、浅井忠等と結成[1]。
- 日本倶楽部 - 1898年（明治31年）設立、発起人[1]。
- 日本美術協会 – 1901年（明治34年）4月入会、1912年（大正元年）10月理事[1]。
- 日本図案会 – 1901年（明治34年）顧問[1]。
- 帝国教育会 - 1902年（明治35年）3月美術部常議員[1]。
- 喜賓会 – 1906年（明治39年）6月評議員[1]。
- 日本成美会 – 1908年（明治41年）岡倉天心、高田早苗等と設立、幹事長[1]。
- 国華倶楽部 - 1908年（明治41年）4月幹事[1]。
- 浮世絵観賞会 – 1917年（大正6年）7月落合直成、内田実、ジョン・スチュワート・ハッパー等と結成[1]。
- 江戸絵鑑賞会[1] – 1918年（大正7年）渡辺庄三郎が結成、1920年（大正9年）1月会則制定。
- 審美書院 - 1921年（大正10年）4月監査役[1]。
- 日本浮世絵協会 – 1921年（大正10年）10月発起人、理事[1]。

## 関連著作
- 1889年（明治22年） Catalogue of an Exhibition of Japanese Colored Prints and Illustrated Books at the Rooms of the Grolier Club
- 1896年（明治29年） Catalogue of an Exhibition of Japanese Prints at the Grolier Club
- 1896年（明治29年） Catalogue of a Collection of Oil Paintings and Watercolor Drawings by American and European Artists: And of Oriental Art Objects, Belonging to Thomas E. Waggaman, of Washington - Google ブックス
- 1898年（明治31年） 小川一真『日本美術帖』 Japanese Art Folio
- 1901年（明治34年） 帝国博物館『日本帝国美術略史』 - 国立国会図書館デジタルコレクション（編修副主任[1]）

## 栄典
- 1900年（明治33年） フランスレジオンドヌール勲章[1]
- 1900年（明治33年） 勲六等瑞宝章[1]
- 1903年（明治36年） 藍綬褒章[1]
- 1903年（明治36年） 清双竜宝星章（ロシア語版）[1]
- 1915年（大正4年） 勲五等瑞宝章[1]